# Bob Flock
Robert „Bob” Newman Flock (ur. 16 kwietnia 1918 w Forcie Payne w Alabamie, zm. 16 maja 1964) – amerykański kierowca wyścigowy. Jest bratem Tima Flocka i Fonty Flocka.

## Kariera
W wyścigach samochodowych pojawił się już w 1946 roku. Rok później wygrał prestiżowy wyścig na torze Daytona Beach Road Course. W 1949 wystartował w sześciu z ośmiu wyścigów pierwszego sezonu NASCAR. Wygrał dwa wyścigi na torach Occoneechee Speedway oraz North Wilkesboro Speedway. Sezon ukończył na trzecim miejscu w klasyfikacji generalnej. Wygrał także dwa wyścigi serii ARCA na torze Lakewood Speedway w 1954 roku na dystansie 100 okrążeń. Po wypadku na torze, w którym odniósł ciężkie obrażenia pleców, wycofał się ze startu w wyścigach.
Rodzina Flock'ów nielegalnie produkowała alkohol. Agenci federalni wpadli na trop Boba Flocka. odkryli, że wystartuje w wyścigu w Atlancie. Wyznaczyli tam miejsce aresztowania. W chwili, gdy kierowcy byli już na torze i czekając tylko na zieloną flagę,  jechali w stronę linii startu/mety, na torze pojawiły się radiowozy. Bob Flock staranował płot i zaczął uciekać. W policyjnych radiowozach wkrótce zabrakło paliwa, a Bobowi Flockowi udało się uciec. Rok później wspominał tak to wydarzenie „Chcę wygrać ten wyścig, jeśli nie będzie na nim policji”.
Bob Flock został promotorem toru w Atlancie.